# 安娜 (電影)
是一部2019年的法國動作驚悚電影，由盧·貝松執導兼編劇，萨沙·露絲、海倫·美蘭、盧克·伊雲斯和基利安·墨菲主演。該片先於2019年6月21日在美國上映，並於2019年7月7日在法國上映。

## 演員
| 演員                     | 角色                          | 備註 |
| 萨沙·露絲 Sasha Luss     | 安娜 Anna                     | 父為俄國海軍軍官，因父母意外身亡淪落街頭，因美貌及才能為亞歷克斯·宣科夫吸收成為特務，以模特兒身份為掩護執行任務 |
| 海倫·米蘭 Helen Mirren   | 歐嘉 Olga                     | 俄KGB，安娜直屬上司，交付各項暗殺、盜取情報任務                                                                 |
| 路克·伊凡斯 Luke Evans   | 亞歷克斯·宣科夫 Alex Tchenkov | 俄KGB特務，發掘安娜才能，給安娜五年情報工作契約換取自由的承諾                                                   |
| 席尼·墨菲 Cillian Murphy | 雷尼·米勒 Lenny Miller        | 美CIA情報局主管，吸收安娜成為雙面間諜                                                                           |
| 艾瑞克·高登 Eric Godon   | 瓦西列夫 Vassiliev            | 俄KGB高層，對基層予取予求，能利用不放過                                                                         |
| 蕾拉·阿波娃 Lera Abova   | Maud                          | 安娜同性情人，同為模特兒身份                                                                                    |

## 製作
2017年10月9日，報道稱盧·貝松的新電影《安娜》女主演確定為俄羅斯新人演員萨沙·露絲，同時海倫·美蘭、盧克·伊雲斯和基利安·墨菲確認出演。電影由歐羅巴影業製作，美國狮门娱乐旗下獨立電影公司顶峰娱乐發行。
電影主體拍攝始於2017年11月初。

## 資料來源
1. ↑  . Lionsgate Publicity.   [2019-05-11]. （原始内容存档于2019-08-13）.
2. 1 2  . ComingSoon.net. 2017-11-07  [2018-08-16]. （原始内容存档于2021-02-14） （美国英语）.
3. ↑  . Box Office Mojo. IMDb.   [2019-06-23]. （原始内容存档于2019-08-12）.
4. 1 2  Keslassy, Justin Kroll,Elsa. . Variety. 2017-10-09  [2018-08-16]. （原始内容存档于2017-12-09） （美国英语）.
5. ↑  . The Malay Mail Online. 2017-11-07  [2018-08-16]. （原始内容存档于2017-12-13） （美国英语）.

## 外部連結
- 互联网电影数据库（IMDb）上《安娜》的资料（英文）
- Box Office Mojo上《安娜》的資料（英文）
- 爛番茄上《安娜》的資料（英文）
- Yahoo奇摩電影上《安娜》的資料（繁體中文）